# Férfi 200 méteres pillangóúszás a 2017-es úszó-világbajnokságon
A 2017-es úszó-világbajnokságon a férfi 200 méteres pillangóúszás versenyszámának döntőjét Budapesten rendezték, a Duna Arénában. A győztes a dél-afrikai Chad le Clos lett, míg Cseh László a második, Kenderesi Tamás pedig a negyedik helyen végzett.